# Stefano Rega
Stefano Rega (* 30. prosince 1968 Villaricca) je italský římskokatolický duchovní a biskup San Marco Argentano-Scalea.

## Život
Narodil se 30. prosince 1968 ve Villaricce.
Po střední škole vstoupil do Arcibiskupského kněžského semináře v Neapoli. Teologického a filosofického vzdělání získal na Papežské teologické fakultě Jižní Itálie. Dne 29. června 1993 jej biskup Lorenzo Chiarinelli vysvětil na kněze a byl inkardinován do diecéze Aversa. Vykonával různé pastorační činnosti. Od roku 2003 byl rektorem diecézního semináře a ředitelem diecézního úřadu pro pastorační povolání. Roku 2017 se stal farářem u svatého Mikuláše v Giugliano in Campania a o pět let později také biskupským vikářem pro charitu a sociální činnost.
Dne 10. prosince 2022 jej papež František jmenoval biskupem San Marco Argentano-Scalea. Biskupské svěcení přijal 18. února 2023 z rukou biskupa Angela Spinillo a spolusvětiteli byli biskup Leonardo Bonanno a arcibiskup Mario Milano. Úřadu se ujal 4. března.